# 大鱂
大鱂為輻鰭魚綱鯉齒目鯉齒亞目鯉齒鱂科的其中一種，原分布於中美洲墨西哥Nuevo Leon淡水水域，體長可達4公分，棲息在底層水域，目前已滅絕，可做為觀賞魚。

## 擴展閱讀
維基物種上的相關：大鱂
1. ↑  Valdes Gonzales, A. . The IUCN Red List of Threatened Species. 2019, 2019: e.T13013A511283. doi:10.2305/IUCN.UK.2019-2.RLTS.T13013A511283.en .